# Daniel Hasler
Daniel Hasler (Gamprin, 18 maggio 1974) è un allenatore di calcio ed ex calciatore liechtensteinese, di ruolo difensore.

## Carriera

### Nazionale
Ha collezionato 79 presenze con la propria Nazionale.

## Palmarès

### Competizioni nazionali
- Coppa del Liechtenstein: 10

Vaduz: 1994-1995, 1995-1996, 1997-1998, 1998-1999, 1999-2000, 2003-2004, 2004-2005, 2005-2006, 2006-2007, 2007-2008
- Campionato svizzero di Challenge League: 1

Vaduz: 2007-2008